# Xenophora conchyliophora
Xenophora conchyliophora là một loài ốc biển lớn, là động vật thân mềm chân bụng sống ở biển trong họ Xenophoridae, the carrier shells.

## Miêu tả
Độ dài vỏ lớn nhất ghi nhận được là 72 mm.

## Môi trường sống
Độ sâu nhỏ nhất ghi nhận được là 0 m. Độ sâu lớn nhất ghi nhận được là 635 m.